# Fußballnationalmannschaft der Vereinigten Arabischen Emirate
Die Fußballnationalmannschaft der Vereinigten Arabischen Emirate ist das Männernationalteam der Vereinigten Arabischen Emirate (VAE).

## Geschichte
Die United Arab Emirates Football Association wurde 1971 gegründet und trat 1972 der FIFA bei. Sie nahm einmal an einer Weltmeisterschaft teil (1990 in Italien), kam dort aber nicht über die Vorrunde hinaus.
Bei Asienmeisterschaften wurde das Team 1992 Vierter und 1996 Zweiter. Beide Male verloren sie die Spiele im Elfmeterschießen. 2015 erreichte das Team nach einer Niederlage im Halbfinale gegen Gastgeber Australien durch ein 3:2 gegen den Irak den dritten Platz.
2007 gewannen die Emirate als Ausrichter erstmals den Golfpokal.
Beim Golfpokal 2013 in Bahrain konnte die Mannschaft den Titel erneut gewinnen.

## Erfolge
- Fußball-Asienmeisterschaft: Vize-Asienmeister 1996, 3. Platz 2015
- Kirin Cup: 2005
- Golfpokal: 2007, 2013

## Teilnahme an der Fußball-Weltmeisterschaft
Die Mannschaft der Vereinigten Arabischen Emirate nahm erstmals an der Qualifikation zur WM 1986 teil, scheiterte dabei aber. Danach nahm die Mannschaft an allen Qualifikationen teil und erreichte 1990 die Endrunde. Dies blieb aber die einzige Qualifikation. In der ewigen Tabelle der WM-Endrundenteilnehmer belegt die Mannschaft den 73. Platz.
| Jahr          | Gastgeberland  | Teilnahme bis …    | Letzte(r) Gegner                    | Ergebnis | Trainer                 | Bemerkungen und Besonderheiten |
| ------------- | -------------- | ------------------ | ----------------------------------- | -------- | ----------------------- | --- |
| 1930 bis 1970 |                | nicht teilgenommen |                                     |          |                         | kein selbständiger Staat |
| 1974          | Deutschland    | nicht teilgenommen |                                     |          |                         | kein FIFA-Mitglied |
| 1978          | Argentinien    | zurückgezogen      |                                     |          |                         | |
| 1982          | Spanien        | nicht teilgenommen |                                     |          |                         | |
| 1986          | Mexiko         | nicht qualifiziert |                                     |          |                         | In der Qualifikation im Westasien-Halbfinale am Irak gescheitert.                                                                            |
| 1990          | Italien        | Vorrunde           | Kolumbien, Deutschland, Jugoslawien | 24.      | Carlos Alberto Parreira | Nach drei Niederlagen als Gruppenletzter ausgeschieden.                                                                                      |
| 1994          | USA            | nicht qualifiziert |                                     |          |                         | In der Qualifikation in der 1. Runde an Japan gescheitert, das sich ebenfalls nicht qualifizieren konnte.                                    |
| 1998          | Frankreich     | nicht qualifiziert |                                     |          |                         | In der Qualifikation in der 2. Runde an Südkorea und erneut an Japan gescheitert.                                                            |
| 2002          | Südkorea/Japan | nicht qualifiziert |                                     |          |                         | In der Qualifikation in der 2. Runde in den Play-offs der Gruppenzweiten am Iran gescheitert, der sich ebenfalls nicht qualifizieren konnte. |
| 2006          | Deutschland    | nicht qualifiziert |                                     |          |                         | In der Qualifikation in der 2. Runde an Nordkorea gescheitert, das sich ebenfalls nicht qualifizieren konnte.                                |
| 2010          | Südafrika      | nicht qualifiziert |                                     |          |                         | In der Qualifikation in der 4. Runde als Gruppenletzter gescheitert.                                                                         |
| 2014          | Brasilien      | nicht qualifiziert |                                     |          |                         | In der Qualifikation in der 3. Runde als Gruppenletzter gescheitert.                                                                         |
| 2018          | Russland       | nicht qualifiziert |                                     |          |                         | In der Qualifikation in der 3. Runde als Gruppenvierter gescheitert.                                                                         |
| 2022          | Katar          |                    |                                     |          |                         | |

## Teilnahme an der Fußball-Asienmeisterschaft
- 1980 – Vorrunde
- 1984 – Vorrunde
- 1988 – Vorrunde
- 1992 – Vierter Platz
- 1996 – Vizemeister
- 2000 – Nicht qualifiziert
- 2004 – Vorrunde
- 2007 – Vorrunde
- 2011 – Vorrunde
- 2015 – Dritter Platz
- 2019 – Halbfinale
- 2024 – Achtelfinale
- 2027 – Qualifiziert

## Teilnahme an der Fußball-Westasienmeisterschaft
- 2000 bis 2019 – nicht teilgenommen
- 2021 – qualifiziert (Gastgeber)

## Länderspiele gegen deutschsprachige Fußballnationalmannschaften
|    | Datum             | Ort        | Heimmannschaft               | Resultat | Gastmannschaft               |
| -- | ----------------- | ---------- | ---------------------------- | -------- | ---------------------------- |
| 1. | 15. Juni 1990     | Mailand () | Deutschland                  | 5:1      | Vereinigte Arabische Emirate |
| 2. | 26. Januar 1992   | Dubai      | Vereinigte Arabische Emirate | 0:2      | Schweiz                      |
| 3. | 27. April 1994    | Abu Dhabi  | Vereinigte Arabische Emirate | 0:2      | Deutschland                  |
| 4. | 6. September 1994 | Sion       | Schweiz                      | 1:0      | Vereinigte Arabische Emirate |
| 5. | 23. Februar 2000  | Maskat ()  | Vereinigte Arabische Emirate | 1:0      | Schweiz                      |
| 6. | 9. Februar 2005   | Dubai      | Vereinigte Arabische Emirate | 1:2      | Schweiz                      |
| 7. | 2. Juni 2009      | Dubai      | Vereinigte Arabische Emirate | 2:7      | Deutschland                  |

Bisher keine Länderspiele gegen Liechtenstein, Luxemburg und Österreich.

## Rekordspieler
(Stand: 19. November 2024)
| Rekordspieler | Rekordspieler     | Rekordspieler | Rekordspieler | Rekordspieler |
| Spiele        | Spieler           | Position      | Zeitraum      | Tore          |
| ------------- | ----------------- | ------------- | ------------- | ------------- |
| 161           | Adnan at-Talyani  | Angriff       | 1984–1997     | 52            |
| 136           | Ismail Matar      | Angriff       | 2003–         | 36            |
| 120           | Subait Khater     | Mittelfeld    | 1999–2011     | 11            |
| 116 (115)     | Abdulrahim Jumaa  | Mittelfeld    | 1998–2009     | 13            |
| 116 (115)     | Ismail al-Hammadi | Mittelfeld    | 2007–         | 13            |
| 115           | Ali Mabkhout      | Angriff       | 2009–         | 84            |
| 112           | Zuhair Bakheet    | Angriff       | 1988–2002     | 27            |
| 112 (111)     | Abdulsalam Jumaa  | Abwehr        | 1997–2010     | 07            |
| 107           | Muhsin Musabah    | Tor           | 1985–1999     | 0             |
| 106           | Walid Abbas       | Abwehr        | 2008–         | 06            |
| 104           | Ahmed Khalil      | Angriff       | 2008–         | 48            |
| 102           | Mohammad Omar     | Angriff       | 1996–2009     | 28            |

Quelle: * rsssf.org (In Klammern stehende Zahlen entsprechen der aktuellen FIFA-Zählung, Stand: 29. November 2024)

## Trainer
| Name                    | Von  | bis  |
| ----------------------- | ---- | ---- |
| Mohammed Sheita         | 1972 | 1973 |
| Jumaa Gharib            | 1973 | 1973 |
| Mohammed Sheita         | 1973 | 1974 |
| Mimi El-Sherbini        | 1975 | 1975 |
| Jumaa Gharib            | 1975 | 1976 |
| Dimitri Tadić           | 1976 | 1976 |
| Don Revie               | 1977 | 1980 |
| Heshmat Mohajerani      | 1980 | 1984 |
| Carlos Alberto Parreira | 1984 | 1988 |
| Mario Zagallo           | 1988 | 1990 |
| Bernard Blaut           | 1990 | 1990 |
| Carlos Alberto Parreira | 1990 | 1990 |
| Walerij Lobanowskyj     | 1990 | 1992 |
| Antoni Piechniczek      | 1992 | 1995 |
| Tomislav Ivić           | 1995 | 1996 |
| Lori Sandri             | 1997 | 1997 |
| Milan Máčala            | 1997 | 1997 |
| Lori Sandri             | 1998 | 1998 |
| Carlos Queiroz          | 1998 | 1999 |
| Srećko Juričić          | 1999 | 1999 |
| Abdullah Mesfer         | 2000 | 2000 |
| Henri Michel            | 2000 | 2001 |
| Abdullah Saqr           | 2001 | 2001 |
| Tony Ruys               | 2001 | 2001 |
| Jo Bonfrere             | 2001 | 2002 |
| Roy Hodgson             | 2002 | 2004 |
| Aad de Mos              | 2004 | 2005 |
| Dick Advocaat           | 2005 | 2005 |
| Bruno Metsu             | 2006 | 2008 |
| Dominique Bathenay      | 2008 | 2009 |
| Srečko Katanec          | 2009 | 2011 |
| Abdullah Mesfer         | 2011 | 2012 |
| Mahdi Ali               | 2012 | 2012 |
| Edgardo Bauza           | 2016 | 2017 |
| Alberto Zaccheroni      | 2017 | 2019 |
| Bert van Marwijk        | 2019 | 2019 |
| Jorge Luis Pinto        | 2020 | 2020 |
| Bert van Marwijk        | 2020 | 2022 |
| Rodolfo Arruabarrena    | 2022 | 2023 |
| Paulo Bento             | 2023 | 2025 |
| Cosmin Olăroiu          | 2025 |      |